# Барашек Шон
Барашек Шон (англ. Shaun the Sheep) — британский анимационный сериал студии Aardman Animations и HiT Entertainment о жизни стада овец, вожаком которого является барашек по имени Шон. Премьера первых серий состоялась в Великобритании в марте 2006 года. Всего вышло 6 сезонов, включающие 170 серий. Про Шона, помимо сериала, вышло ещё два полнометражных («Барашек Шон» и «Фермагеддон») и один короткометражный («Фермерский бедлам») мультфильмы.
В 2009 году был запущен спин-офф для самых маленьких про малыша Тимми под названием «Барашек Тимми».

## История создания

### Первое появление Барашка Шона
Впервые Барашек Шон как персонаж появился в короткометражном фильме Ника Парка «Стрижка „под ноль“», из серии про Уоллеса и Громита. Собака-робот похищала стада овец. Одному барашку удалось убежать, и он забрел в дом к Уоллесу и Громиту. Там его случайно остригли в новом изобретении — автоматической машине для стрижки овец. После этого его назвали Шоном (англ.  имя Shaun омофонично со словом «shorn» — «остриженный»).

### Характер Шона
Барашек Шон оказался сообразительным, смелым и изобретательным. Затем он один раз появился в коротких анимационных фильмах «Хитроумные приспособления» об Уоллесе и Громите.

### Происхождение действия
В серии анимационных фильмов «Барашек Шон» нет связи с Уоллесом и Громитом. Действие происходит на английской ферме.

## Серии
Сериал состоит из 170 оригинальных серий длительностью около семи минут каждая. Также существует два дополнительных 1-минутных цикла серий.

## Заставка
На протяжении заставки звучит песня Life’s A Treat (слова и музыка Марка Томаса (англ. Mark Thomas)). На английском языке песню исполняет известный комик Вик Ривз (англ. Vic Reeves).

## Сюжет
Основной сюжетный ход в мультфильме: фермер думает, что его отара — простые животные, которых мало что интересует. Но на самом деле овцы постоянно ищут себе развлечения, порой оставляющие заметный след.
Овцы, особенно Шон, всегда стараются не показывать фермеру свои знания и умения и делают всё, чтобы скрыть все возможные следы, указывающие на их «разумную деятельность».

## Язык
Никто в мультфильме не произносит ни одного внятного слова. Животные весьма выразительно блеют, гавкают, мычат, хрюкают и жестикулируют. Когда Фермер что-то говорит, это звучит как тарабарщина. Но при этом мимика, звуки и жесты настолько выразительны, что всё понятно без перевода и комментариев.

## Персонажи

### Главные герои

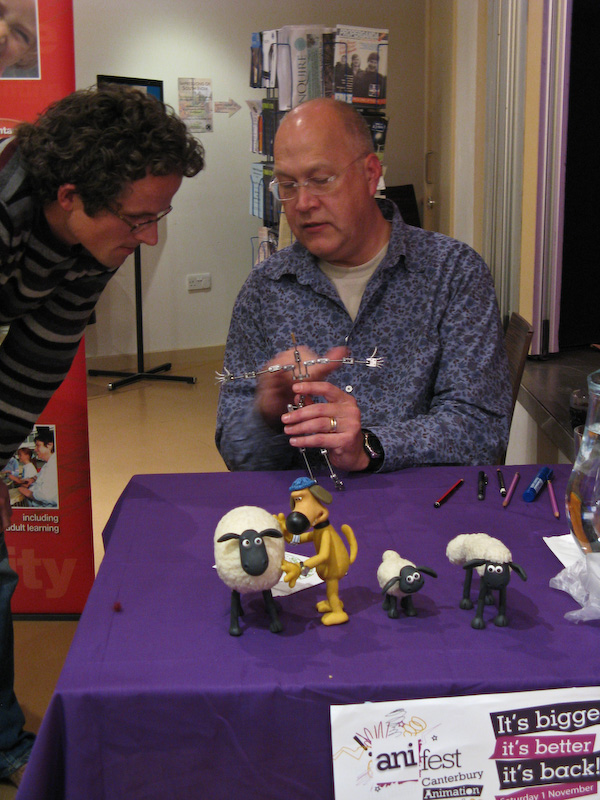
Режиссёр Ричард Голезовски с героями мультсериала. Слева направо: овца из стада, Битцер, Тимми, Шон.

Барашек Шон — явный лидер среди овец. У него хорошая дружба с Битцером (хотя это не мешает Шону время от времени подшучивать над ним). Внешне он отличается тем, что более худой и мелкий по сравнению с другими овцами, и у него на голове что-то вроде шапки из шерсти, которая может отрастать. Значительно умнее и сообразительнее других овец. Умеет управлять различной техникой. По характеру он озорной, постоянно ищет приключения, всегда трезво оценивает ситуацию. При этом у него есть то, что называется высокими моральными качествами: в любой сложной ситуации он ищет выход и находит его, он всегда берётся за сложное дело, всегда выручает своих друзей.
Пёс Битцер — английская овчарка жёлтого цвета (во втором сезоне шерсть имеет более светлый оттенок в районе носа, на животе, кончике хвоста и лапах). Лучший друг Шона. Стережёт отару, а также следит за всеми другими животными. При Фермере Битцер выполняет функции «старшего менеджера». Свои обязанности исполняет добросовестно, за что и пользуется признательностью фермера. Но когда Фермера нет, часто забывает про свои обязанности и готов принимать участие во многих развлечениях овец. Часто попадает в ситуацию, когда всё выходит из-под контроля. Тогда ему и барашку Шону приходится выпутываться. Любит читать комиксы, слушать музыку по радио и на MP3-плеере. Ходит в синей вязанной шапочке, с часами на лапе; почти постоянно имеет при себе блокнот и свисток.
Фермер — обычный фермер, живёт один, часто работу с овцами и другими животными перекладывает на Битцера. Ходит в свитере и куртке, простых штанах и резиновых ботах. Сильно близорук, носит очки с прямоугольной (в первых двух сезонах круглой) оправой с толстыми линзами. Для передвижения по окрестностям обычно использует голубой «Land Rover Series II 88 Pickup», в котором постоянно играет дабстеп. У фермера есть брат-близнец, исповедующий кришнаизм (эпизод «Karma Farmer»).
Тимми — маленький барашек, у него только один зуб, он сосёт соску и спит с плюшевым мишкой. Тимми часто попадает в переделки, и барашку Шону приходится его выручать. Приходится двоюродным братом Шону. (Также существует серия мультфильмов для детей «Барашек Тимми» о более поздних приключениях Тимми в дошкольном возрасте).
Мать Тимми — Тётя Шона, всегда носит на голове бигуди, хотя и без того достаточно кудрява. Первая овца женского пола. Она очень беспокоится о Тимми, если тот попадает в беду. При игре в футбол становится на ворота в качестве вратаря. Имеет довольно длинные волосы.
Ширли — самая толстая овца в стаде. Вторая овца женского пола. Очень ленива и почти всегда что-то жуёт. Ест она большую часть того, что близко к ней лежит. Ширли настолько большая, что некоторые предметы просто исчезают в её шерсти. Ширли часто используют вместо различных предметов: как батут, вместо насоса, вместо выравнителя бетона и т.д.
В эпизоде «Shape Up with Shaun» показано, что если Ширли будет заниматься спортом и соблюдать диету, то может стать такой же худой, как Шон. Имеет грубоватый голос.
Натс — один из баранов в стаде, отличается от остальных формой головы и глазами разного размера. Очаровательный эксцентричный член стада, с необычным взглядом на мир, который иногда сбивает с толку своих собратьев. Он классический "мечтатель наяву", который живет в своем собственном мире, и является самым причудливым персонажем на ферме.
Близнецы — два почти одинаковых барана, хорошие друзья Шона.
Хейзел — одна из овец в стаде. Третья овца женского пола. Похожа на Близнецов, не обладает видимой индивидуальностью или дизайном, которые отличали бы ее от других членов стада, за исключением её глаз.
Ганс, Брунс и Астор  — свиньи, живут в свинарнике рядом с овчарней. Они не любят овец и всячески им досаждают. Насмешливые, придирчивые, жадные и ленивые. Часто подстерегают Шона и других овец, желая доставить им неприятности, но обычно это приводит к обратному эффекту (но, несмотря на это, в целом не преподносятся в мультфильме как герои-антагонисты). Ненавидят и боятся всего, что сделано из свинины (бекон, хамон, колбасу, сосиски) и мясника (в одной из серий Шон напугал их пугалом мясника). Часто шалят в доме фермера, из-за чего получают наказания.

### Второстепенные герои
Животные
Кот Пидсли — живёт у фермера в доме (в заставке к мультфильму фермер утром проходит мимо него и его пустой миски). Выглядит как рыжий кот с более светлой шерстью в районе лица, живота и лап (хотя в первом сезоне в одном из эпизодов был показан как толстый рыжий кот, по форме напоминающий яйцо). Шкодлив и ленив, при случае готов досадить овцам, но слишком ленив чтобы этот случай искать. В эпизоде «Strictly No Dancing» поддержал фермера в его увлечениях танцами, доставив тем самым неприятности овцам.
Козёл Жвастик — очень глуп: жуёт все, что только ему попадётся на глаза.
Курица  — тоже живёт на ферме. Имеет четырёх цыплят.
Лола  — овечка, которая упала из кузова грузовика в кусты возле фермы. Появляется только в одной серии «Two’s Company» (Парочка). Сначала Шон её принял за обычную простую овцу, но когда она искупалась в бассейне, то она стала казаться ему привлекательной, и Шон влюбился в неё. В конце хозяин забирает овечку, но её заменяют овцой-роботом и Лола остаётся на ферме.
Петух  — живёт на ферме со своими курицами. Он всех будит своим кукареканьем. В серии «Cock-a-Doodle Shaun» его похищает лис, который собирается сделать из него суп, однако Шон и Битцер спасают своего приятеля.
Баран — появляется только в одной серии «Foxy Laddie». Его, так как и других некоторых овец, купил фермер. В отличие от остальных баранов имеет закрученные рога. Сначала его оглушил лис и надел его шкуру, чтобы он смог незаметно похитить Тимми. Барана потом приняли в стадо Шона.
Подруга Битцера - появляется только в серии «Fetching». Когда Шон кидает тарелку фрисби Битцеру, то ему не удаётся её поймать, и тарелка попадает за пределы поля. Там он  встречает подружку и влюбляется в неё. Но когда овцы начинают шалить на ферме, то Битцер разрывается между овцами и своей любовью. Когда он возвращается к своей подружке, то видит, что она уехала со своими хозяевами.
Бык — агрессивный и необщительный, обитает в отдельном загоне. Если по какой-то причине кто-нибудь проникает в его владения, либо он видит красный цвет, у обитателей фермы возникают неприятности.
Люди
Племянница фермера - Впервые появляется в эпизоде «The Farmer's Niece». Затем она также появляется в эпизодах «Bitzer's New Hat» и «The Rabbit». Избалованная и капризная, кричит каждый раз, когда что-то идёт не так. Раздражает Шона, Битцера и стадо. Похоже, любит лошадей.
Бабушка - Близорукая и вспыльчивая старушка, присутствует в эпизодах «Take Away» и «Save the Tree». Также она появляется в эпизоде «Two’s Company» с тележкой,  и в «The Big Chase», заставляя свиней подвезти ее на своей машине.
Известна тем, что бьет людей и животных своей сумкой, если они ее раздражают.
Подруга фермера - впервые появляется во втором сезоне. Она любит животных, гладит Шона и Битцера и предлагает еду Тимми.
Доставщик пиццы - молодой человек, работающий в пиццерии. Он развозит пиццу на мопеде, который Битцер часто «одалживает», чтобы преследовать овец.

## Награды
| Награды                           | Награды              | Награды                                | Награды    | Награды |
| Награды                           | Категория            | Победители и номинированные            | Результаты |         |
| --------------------------------- | -------------------- | -------------------------------------- | ---------- | ------- |
| British Academy Children’s Awards | Анимация в 2010 году | Гарет Оуэн, Ричард Уэббер, Крис Сэдлер | Победа     |         |
| British Academy Children’s Awards | Анимация в 2014 году | Ричард Старзак, Джей Грейс, Джон Вулли | Победа     |         |
| British Academy Children’s Awards | Анимация в 2015 году | Джон Вулли, Стив Бокс, Ли Уилтон       | Номинация  |         |
| International Emmy Awards         | Детская анимация     |                                        | Победа     |         |
| British Academy Children’s Awards | Анимация в 2016 году |                                        | Номинация  |         |

## Продолжения

### Мультфильм
В 2015 году на экраны вышел полнометражный мультипликационный фильм «Барашек Шон». Фильм снимался без участия Ника Парка, изначального создателя образа главного героя. Фильм получил хорошие отзывы критики. Сборы в России превысили 35 млн рублей в первые выходные.

### Короткометражный мультфильм
В конце 2015 года вышел получасовой короткометражный мультфильм «Барашек Шон: Фермерский бедлам».

### Второй мультфильм
В конце 2019 — начале 2020 года на экраны вышел полнометражный мультипликационный фильм про Барашка Шона «Барашек Шон: Фермагеддон». По сюжету фильма животные с фермы встретились с инопланетянами.

### Второй короткометражный мультфильм
Второй короткометражный мультфильм «Shaun the sheep: The flight before Christmas» вышел в 2021 году на Netflix.